# Матейченко, Константин Владимирович
Константин Владимирович Матейченко (укр. Костянтин Володимирович Матейченко; род. 17 декабря 1970 года, г. Константиновка Донецкой области УССР) — украинский политический и военный деятель, бывший глава Краснолиманской районной администрации, командир батальона «Артёмовск», народный депутат Верховной рады Украины VIII созыва.

## Биография
Родился 17 декабря 1970 года в городе Константиновка Донецкой области Украинской ССР, отец — Владимир Иванович Матейченко (умер в 2014 году), мать — Клавдия Тихоновна Матейченко.

### Образование
Окончил Томское высшее военное командное училище связи в 1991 году с отличием, в 2006 году окончил Национальную академию государственного управления при Президенте Украины.

### Военная и политическая карьера
С 1991 по 1998 год находился на военной службе, прошёл путь от командира взвода до заместителя командира по тыловому обеспечению воинской части А0623 Артёмовской механизированной дивизии. В 1998 году вышел в отставку в звании майора.
С 1998 по 2002 год являлся руководителем частного сельскохозяйственного предприятия «Квин».
В 2002 году был избран сельским головой села Покровское Артёмовского района. С 2002 года состоял в рядах Партии регионов, затем — в Социалистической партии.
С 2011 по 2012 год являлся заместителем директора фермерского хозяйства «Радий» в селе Покровское, где ранее был сельским головой.
С 2012 года был консультантом по общественно-политическим вопросам общественной организации «Фронт Перемен». В том же году баллотировался в народные депутаты по мажоритарному округу № 46 от ВО «Батькивщина», но проиграл выборы представителю Партии регионов Сергею Клюеву.
7 июля 2011 года против Константина Матейченко было возбуждено уголовное дело по факту превышения им служебных полномочий в бытность им главой села Покровское, когда были отведены земли под добычу гипса. 5 августа 2013 года Артёмовским городским судом был признан виновным по ч. 2 ст. 364 Уголовного кодекса Украины и приговорён к 3 годам лишения свободы. 4 декабря 2013 года был выпущен на свободу под залог в размере 17 тысяч гривен, когда Апелляционным судом Донецкой области приговор был отменён, а дело направлено на дорасследование, одновременно была изменена и мера пресечения.
В июне 2014 года назначен командиром созданного батальона «Артёмовск», который принял участие в ряде операций, в частности во взятии под контроль села Закотное.
5 июня 2014 года назначен временно исполняющим обязанности председателя Краснолиманской районной государственной администрации, 8 июля того же года — главой Артемовской районной государственной администрации.
Осенью 2014 года был избран народным депутатом Верховной рады XVIII созыва по списку партии «Народный фронт» под номером 26.
25 декабря 2018 года включён в список украинских физических лиц, против которых российским правительством введены санкции.